# ヘンリク・アンソニー・クラマース

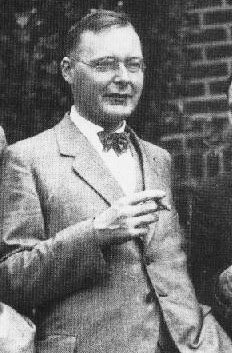
ヘンリク・アンソニー・クラマース（1928年）

ヘンリク・アンソニー・クラマース（Hendrik Anthony Kramers, 1894年2月2日 - 1952年4月24日）は、オランダの物理学者である。

## 生涯
物理学者ヘンリク・クラマースの息子として生まれた。
1912年にロッテルダムで中等教育を終えた。ライデン大学で数学と物理学を学習し、そこで修士号を1916年に得た。クラマースは海外の実験を経験したかったがゲッティンゲンのボルンは第一次世界大戦のため来られなかった。オランダはこの戦争に対して中立であったため、クラマースはコペンハーゲンに行き、まだそのとき比較的知られていなかったニールス・ボーアを訪問した。ボーアはクラマースを博士課程の生徒とみなし、クラマースはボーアのもとで論文を準備した。
ボーアの研究グループでの10年以上の研究とコペンハーゲン大学の准教授となった後、クラマースは1926年にデンマークを去り、故郷に帰った。彼はユトレヒト大学の理論物理学の教授となった。そこでチャリング・クープマンスを指導した。
クラマースはアムステルダムの国立数学コンピュータ科学研究所の創立者である。彼は1974年にローレンツメダルを、1951年にヒューズ・メダルを受賞した。
クラマースはその名前を月のクラマースクレータ、クラマース・ハイゼンベルク公式やWKB近似やクラマース・クローニッヒの関係式、クラマースWannierの二重性、クラマースのポリマー鎖、クラマース-アンダーソン超交換、クラマースの縮退定理に残した。
1920年10月25日にAnna Petersenと結婚し、1人の息子と3人の娘をもうけた。